# Fusionsküche

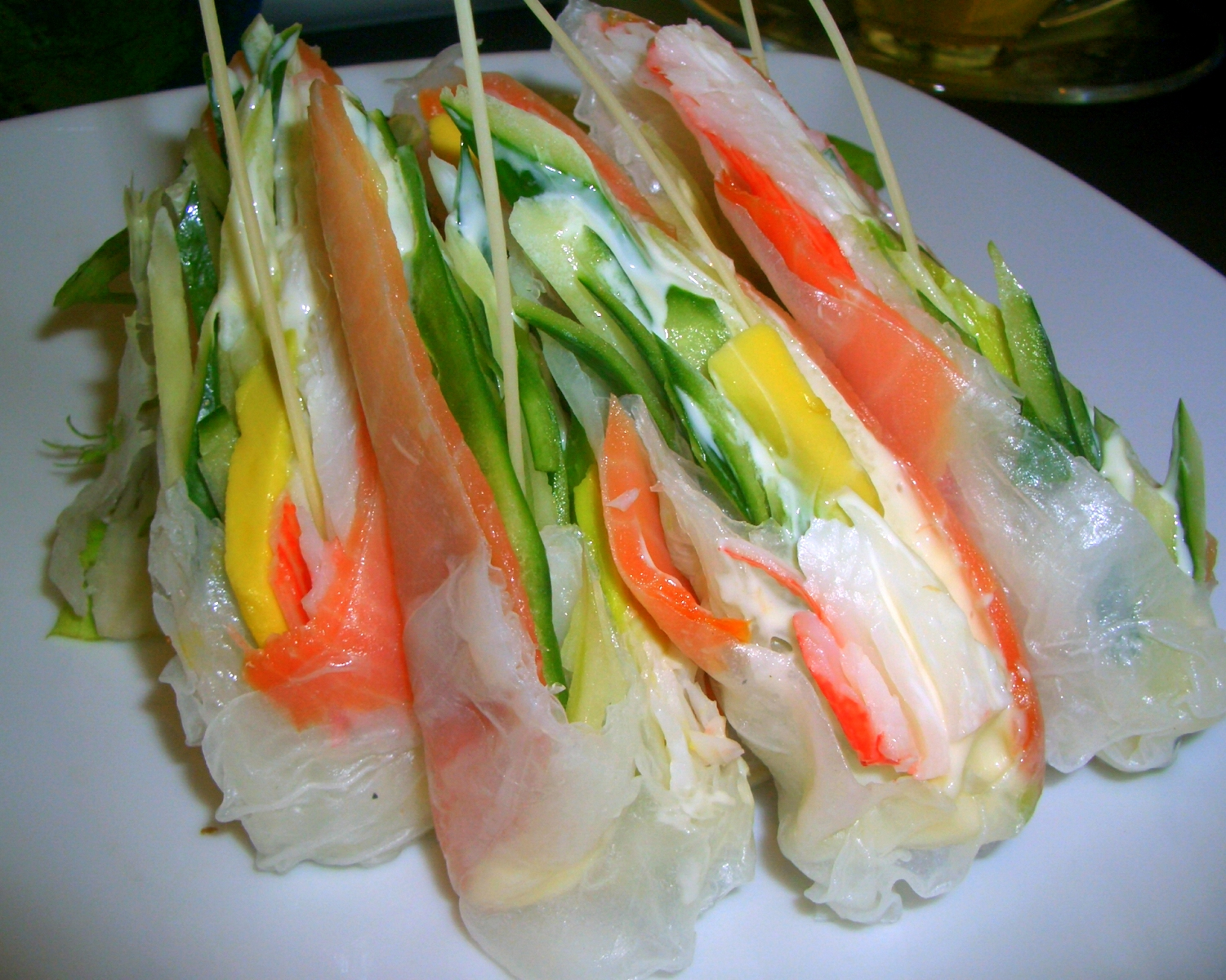
Kombination japanischer mit vietnamesischer Küche: Geräucherter Lachs in Reispapier mit Avocado, Gurke und Surimi

Als Fusionsküche wird die Kombination unterschiedlicher Esskulturen und Kochkünste sowie die Vermischung klassischer Regional- und Nationalküchen verstanden. Synonym findet sich dazu die Bezeichnung Crossover bzw. Crossover-Küche. 
Als Fusionsküche wurde ursprünglich die Kombination landestypischer Zutaten aus verschiedenen Regionen, beispielsweise aus Asien und Europa, bezeichnet. Mittlerweile wird die Bezeichnung auch für die Verarbeitung von scheinbar nicht zusammenpassenden Zutaten in einem Gericht verwendet.

## Begriff
Der Begriff fusion cuisine, auch fusion cooking, entwickelte sich in den USA der 1980er Jahre aus der California Cuisine und steht für die Fusion regionaler Küchen im Sinne von „Verschmelzung“ oder „Kombination“, insbesondere von klassischen Gerichten, die für ein Land oder eine Region als typisch gelten und mit ungewöhnlichen Zutaten aus anderen Regionen zusammengebracht werden. Dafür wird auch die Bezeichnung Crossover verwendet.
Der österreichische Koch Wolfgang Puck soll einer der Köche sein, die den Begriff in Europa um das Jahr 2009 populär gemacht haben.

## Beispiele
- Die kubanische Küche ist eine Kombination aus spanischer, afrikanischer und karibischer Küche.
- Sowohl die kreolische als auch die Cajun-Küche wurden von der französischen, spanischen, italienischen, afrikanischen und deutschen Küche beeinflusst und an die im Mississippi-Delta verfügbaren Lebensmittel angepasst.
- Die Tex-Mex-Küche könnte man – da auf zwei Regionen, nämlich Texas und Mexiko beschränkt – neben der California Cuisine als weiteren Vorläufer der Fusionsküche bezeichnen.
- Die Currywurst verbindet deutsche Wurst mit amerikanischem Ketchup und Currypulver aus Indien.